# Oberhausen-Rheinhausen
Oberhausen-Rheinhausen es un municipio en la orilla derecha del Rin en el noroeste del distrito de Karlsruhe en Baden-Wurtemberg, Alemania.

## Lago Erlich
El lago Erlich (nombre local: Erlichsee) está ubicado en el este del territorio municipal de Oberhausen-Rheinhausen directamente al lado de la Bundesstraße (carretera federal) B 36 dentro de una extendida zona verde junto a un terreno de camping. Como muchos lagos en la llanura del Rin fue formado por la explotación de grava. Su profundidad máxima es de unos 30 m.

## Puntos de interés
- Zona baja del arroyo Wagbach (nombre local: Wagbachniederung)[3]